# Уд (окръг, Западна Вирджиния)
Окръг Уд (на английски: Wood County) е окръг в щата Западна Вирджиния, Съединени американски щати. Площта му е 976 km², а населението – 86 701 души (2012). Административен център е град Паркърсбърг.